# Ревун рудий
Ревун рудий (Alouatta seniculus) є південноамериканським видом ревунів, мавп Нового Світу, що проживає на заході басейну Амазонки в Венесуелі, Колумбії, Еквадорі, Перу, Болівії і Бразилії. Популяція в департаменті Санта Крус у Болівії була відокремлена як окремий вид, болівійський рудий ревун в 1985 році, а зовсім недавно, виокремили популяцію на північному сході Південної Америки і Тринідаду, як гвіанський рудий ревун.

## Опис

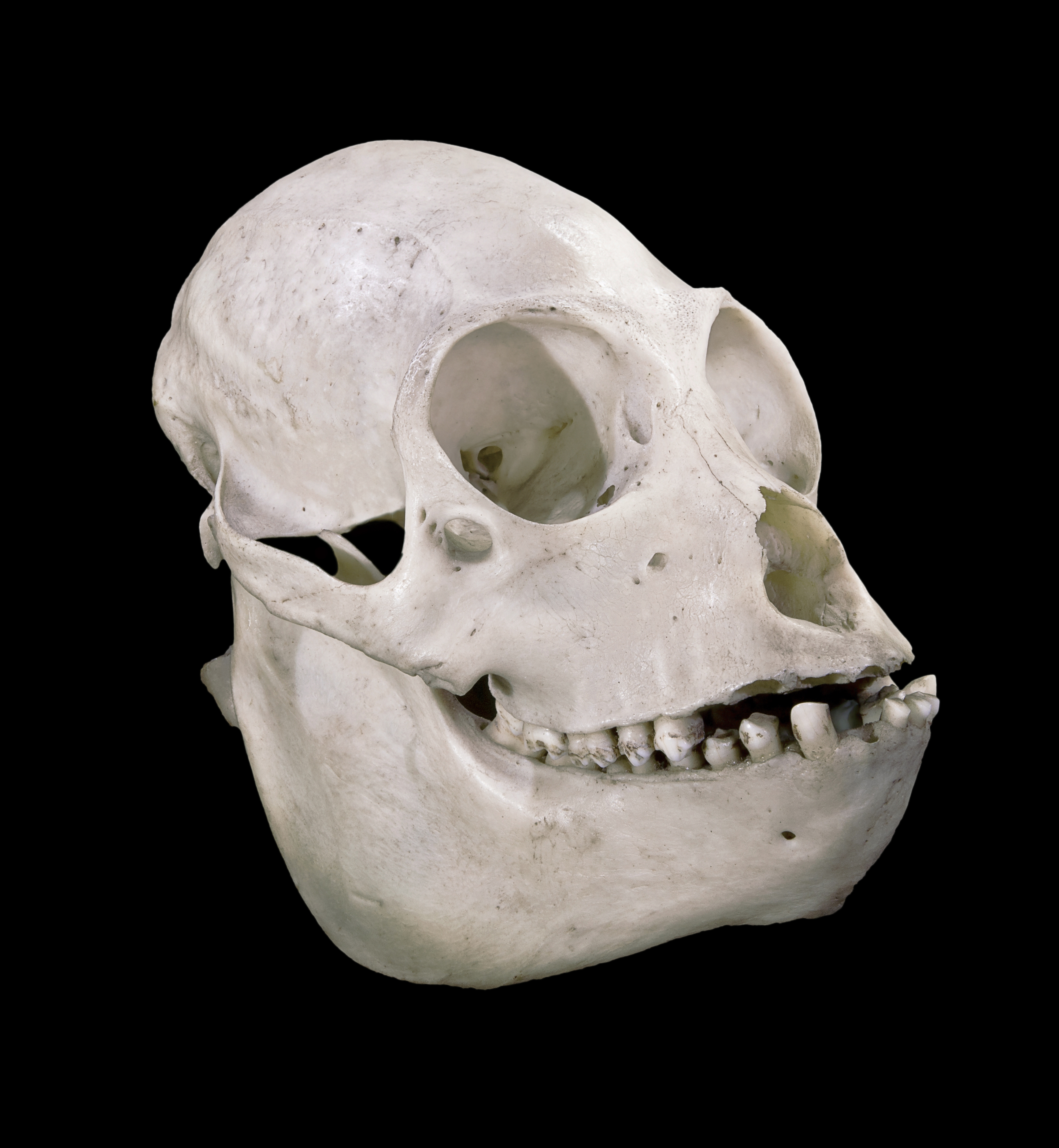
Череп Alouatta seniculus.

Статевий диморфізм у цього виду невеликий, самці 49—72 см і самиці 46—57 см в довжину. Самці важать 5,4—9 кг, а самиці важать 4,2—7 кг. Вони мають довгий чіпкий хвіст 49—75 см. Хвіст покритий хутром, за винятком останньої третини низу, що дозволяє йому захоплювати гілки. Колір червонувато-коричневий і відтінок кольору змінюється з віком. Щелепа рудого ревуна велика.
Ревун рудий є деревними приматами, він витрачає більшу частину свого часу високо в кронах дерев. Його найкращим способом пересування є ходьба на чотирьох лапах з мінімальними стрибками. Його довгий, чіпкий хвіст також сприяє кращому пересуванні по деревах.

## Соціальна взаємодія
Ревуни живуть в групах від трьох до 9 осіб (зазвичай від п'яти до семи). Групи полігінічні, з одного або двох самців і решти самок і їх потомства. Один самець зазвичай є домінуючою мавпою групи, альфа-самцем і він відповідає за керівництво пошуком нової їжі і захищати її. Самиці групи несуть відповідальність за потомство. Руді ревуни найбільш активні вранці, коли група знаходиться в русі, щоб знайти інше місце годівлі. Ці ревуни славляться своїми «світанковими хорами». Цей рев і виття здійснюється в основному за рахунок самців. Рев можна почути до 5 км в лісі, таким чином вони позначають свою присутність в регіоні. Це також використовується, щоб запобігти зіткнення між групами, що дозволяє запобігти втраті енергії, уникаючи фізичного бою. Через їх дієту з низьким вмістом цукру, збереження енергії є ключовим чинником. Допомагає також запобігти в розсіянні групи і зменшує конкуренцію за їжу.

## Розмноження
Середній термін вагітності становить 190 днів. Дитинча залишається з матір'ю протягом 18—24 місяців. Після того, як самці досягають статевої зрілості, вони виганяються зі своєї натальної групи. Він повинен проникати в інші групи. Там, самець вбиває іншого лідера і все його потомство. Роблячи це, самець вбиває будь-яку можливу конкуренцію. Менше 25% потомства виживають після такого вторгнення.

## Підвиди
- Alouatta seniculus seniculus
- А. с. arctoidea
- А. с. juara